# Olivier Lasak
Olivier Lasak (født 28. marts 1967) er manden som har den hurtigste tid på solo 200 meter kajak.